# Ahmad Syahir
Ahmad Syahir (* 10. April 1992 in Singapur), mit vollständigen Namen Ahmad Syahir Bin Sahimi, ist ein singapurischer Fußballspieler.

## Karriere
Ahmad Syahir steht seit 2013 bei Balestier Khalsa unter Vertrag. Der Verein spielte in der ersten Liga, der S. League, der heutigen Singapore Premier League. 2013 gewann er mit dem Verein den Singapore League Cup. Im Endspiel besiegte man Brunei DPMM FC mit 4:0. Ein Jahr später gewann er den Singapore Cup. Das Finale  gewann man gegen Home United mit 3:1. 2015 stand er wieder mit dem Verein im Endspiel des Singapore League Cup. Hier verlor man im Finale mit 2:1 gegen Albirex Niigata (Singapur). Für Balestier bestritt er 129 Erstligaspiele. Im Januar 2022 unterschrieb er einen Vertrag beim ebenfalls in der ersten Liga spielenden Geylang International.

## Erfolge
Balestier Khalsa
- Singapore League Cup: 2013

- Singapore Cup: 2014